# 圣洛朗代布瓦 (卢瓦-谢尔省)
圣洛朗德布瓦（法語：Saint-Laurent-des-Bois，法語發音：[sɛ̃ loʁɑ̃ de bwa]）是法国卢瓦-谢尔省的一个市镇，属于布卢瓦区。

## 地理
圣洛朗德布瓦（47°51'3"N, 1°26'52"E）面积18.32 平方千米，位于法国中央-卢瓦尔河谷大区卢瓦-谢尔省，该省份为法国中北部省份，北起厄尔-卢瓦省，东北接卢瓦雷省，东南接谢尔省，南至安德尔省，西南接安德尔-卢瓦尔省，西北接萨尔特省。
与圣洛朗德布瓦接壤的市镇（或旧市镇、城区）包括：欧坦维尔、比纳、布里尤、洛尔日、马舍努瓦尔、博斯拉罗迈讷、勒普莱西莱谢勒、维莱尔曼。
圣洛朗德布瓦的时区为UTC+01:00、UTC+02:00（夏令时）。

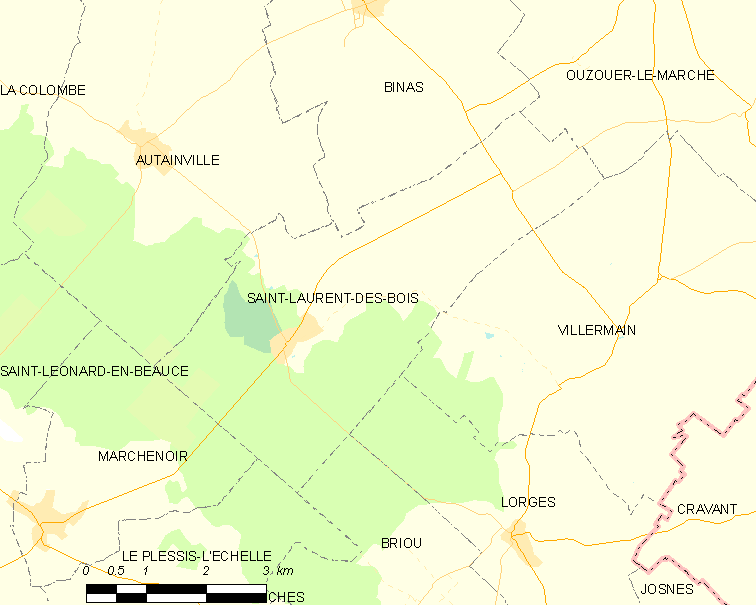
圣洛朗德布瓦的OSM定位图

## 行政
圣洛朗德布瓦的邮政编码为41240，INSEE市镇编码为41219。

## 政治
圣洛朗德布瓦所属的省级选区为拉博斯县。

## 人口

1962-2008年间圣洛朗德布瓦人口变化图示

圣洛朗德布瓦于2022年1月1日时的人口数量为329人。